# Arceuthomyia valerii
Arceuthomyia valerii är en tvåvingeart som först beskrevs av Tavares 1904.  Arceuthomyia valerii ingår i släktet Arceuthomyia och familjen gallmyggor. Inga underarter finns listade i Catalogue of Life.